# Octomeria micrantha
Octomeria micrantha är en orkidéart som beskrevs av João Barbosa Rodrigues. Octomeria micrantha ingår i släktet Octomeria och familjen orkidéer. Inga underarter finns listade i Catalogue of Life.